# Моше-Авів
Моше Авів (івр. מגדל משה אביב) — другий за висотою хмарочос Ізраїлю, розташований в місті Рамат-Ґан, Тель-Авівського округу. Висота будівлі становить 244,1 метри, 74 поверхи, з котрих 69 знаходяться над землею і 5 під землею. Будівництво було розпочато в 1998 і завершено в 2001 році. Хмарочос носить назву власника будівельної компанії Моше Авіва, котрий загинув у 2001 році через падіння з коня. Будівля 15 років тримала позначку найвищого хмарочосу Ізраїлю, у 2016 поступившись Азріелі Сарона в Тель-Авіві.

## Будівництво
За основу дизайну будинку був узятий хмарочос Ваштендбрасс 1 у Франкфурті-на-Майні. Будівництво було розпочато у 1998 році і закінчено в 2001. На момент завершення будівництва він був найвищим хмарочосом на Близькому Сході. Швидкість будівництва досягала 5 поверхів на місяць, при тому що за одну зміну працювало лише 40 робітників. На місяць витрачалося 3000 м² бетону. На одному поверсі розташовано 42 вікна. Загальна площа внутрішнього простору становить 180,000 м², більша частина з котрих (63 000 м²) використовується під офіси. Висота башти 244,1 метри і має 69 	надземних поверхів і 5 підземних, на 12 останніх поверхах розташовані апартаменти. В будинку також розташовані 2 плавальних басейни, синагога та спортзал.
Повна вартість будівництва склала US $130 млн і на сьогодні він є найдорожчим будинком Ізраїлю.

## Галерея

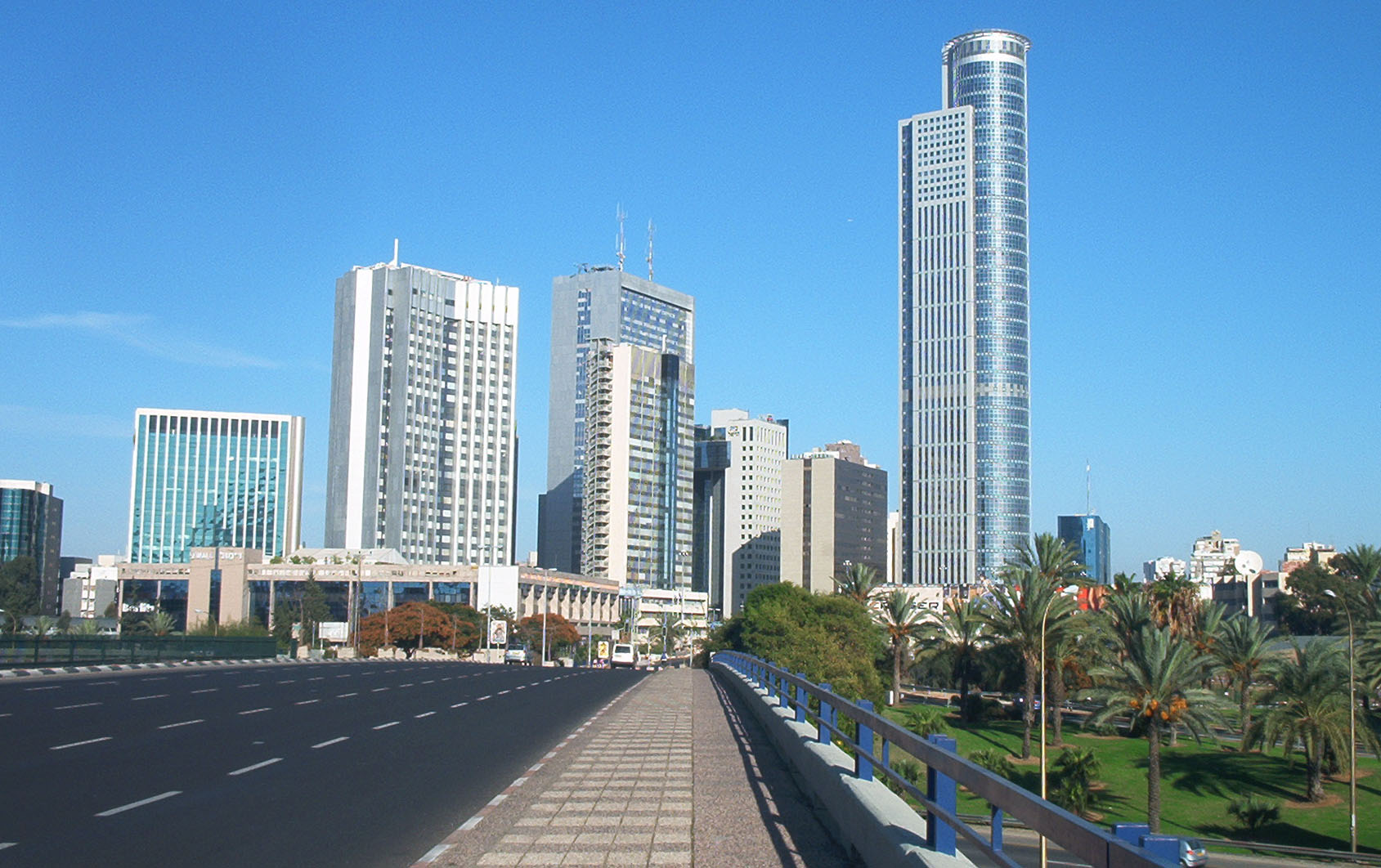
вул. Жаботинського
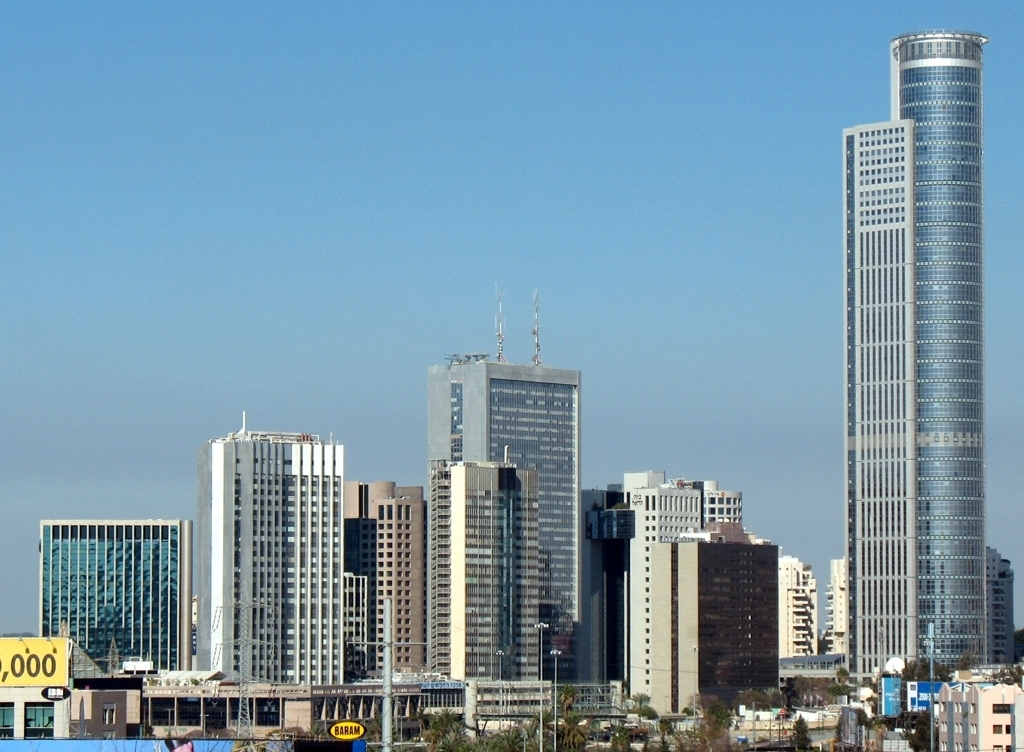
Рамат-Ґан з вежею Моше Авів
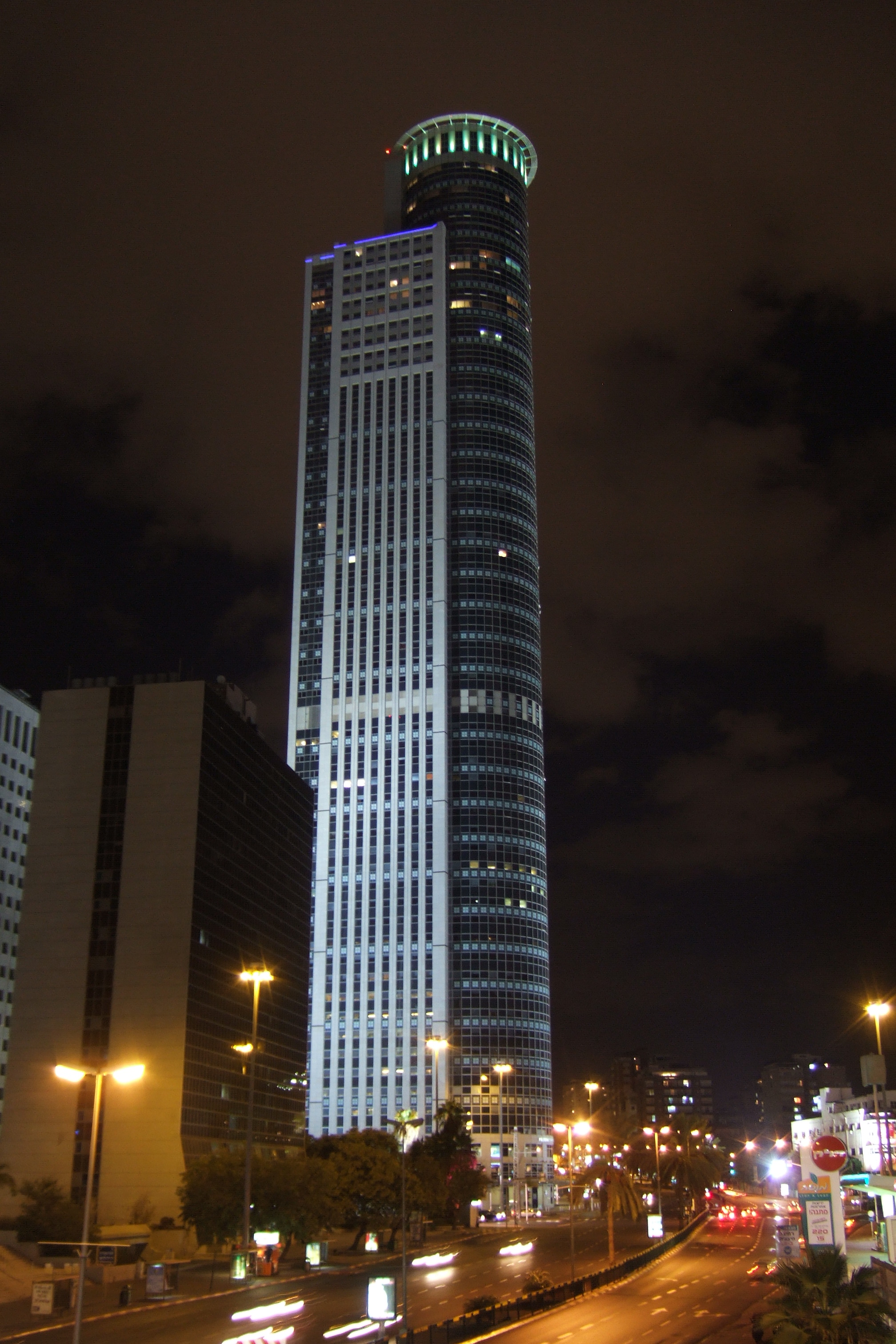
Моше Авів вночі
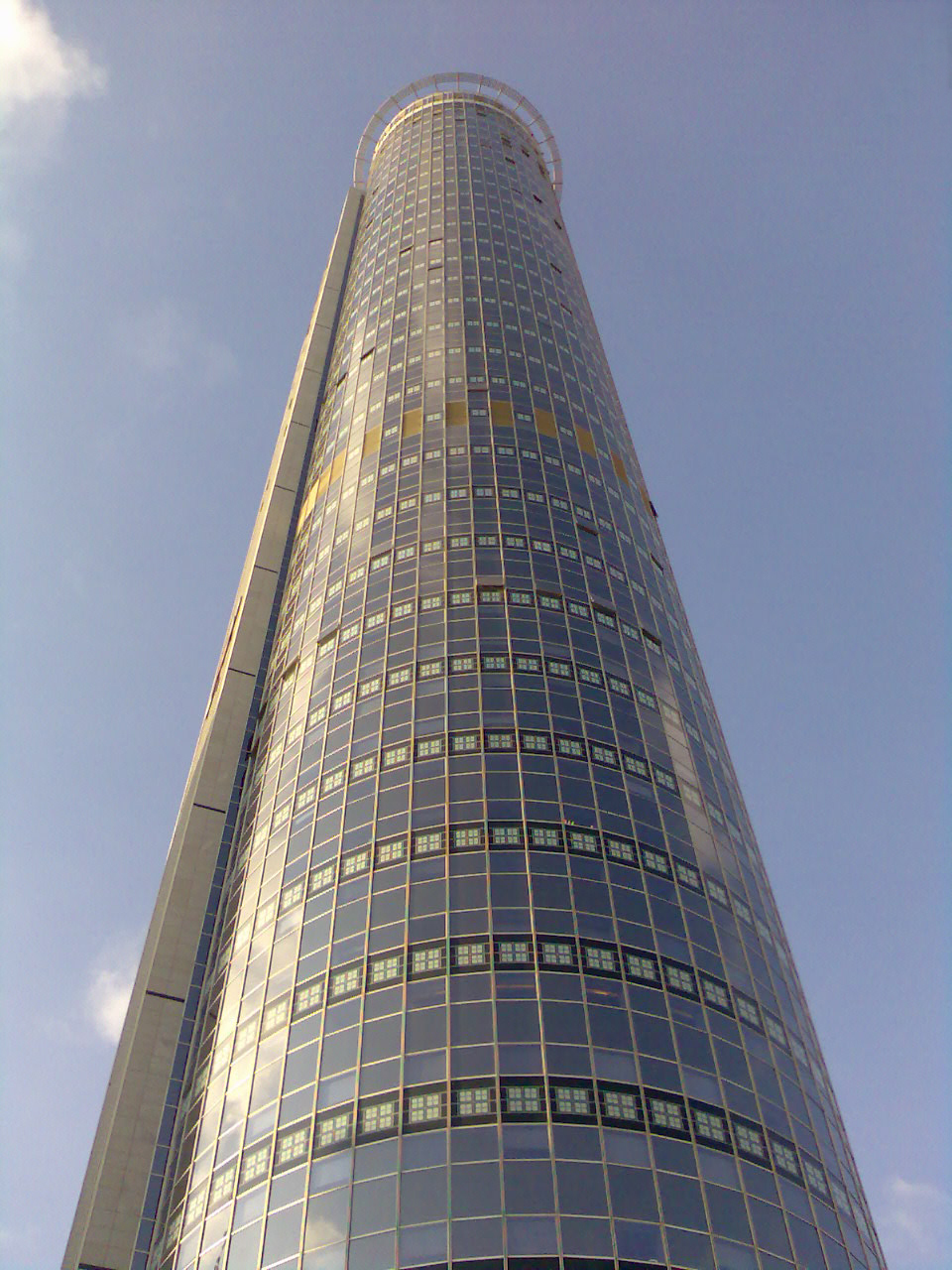